# علم النفس التنموي الجنائي
علم النفس التنموي الجنائي هو أحد فروع علم النفس الذي يركز على "أفعال الأطفال وردود أفعالهم في سياق جنائي" و"إفاداتهم بأنهم كانوا ضحايا أو شهودًا على جريمة". كان بروك وبول (2002) أول من صاغ مصطلح "علم النفس التنموي الجنائي". على الرغم من أن علم النفس التنموي الجنائي يركز تحديدًا على موثوقية الطفل ومصداقيته وكفاءته في قاعة المحكمة، إلا أنه يشمل أيضًا مواضيع مثل الذاكرة الذاتية، وتشويه الذاكرة، وتحديد هوية شهود العيان، وبناء السرد، والشخصية، والتعلق.